# When All the Heroes Are Dead
When All the Heroes Are Dead es el octavo álbum de estudio de la banda italiana Vision Divine. Es el primer álbum en la banda del vocalista Ivan Giannini y del baterista Mike Terrana. Siguen en guitarras Olaf Thorsen y Federico Puleri, en el bajo Andrea "Tower" Torricini, y Alessio "Tom" Lucatti en los teclados

## Temas
1. Insurgent
2. The 26th Machine
3. 3 Men Walk on the Moon
4. Fall from Grace
5. Were I God
6. Now That All The Heroes Are Dead
7. While The Sun Is Turning Black
8. The King Of The Sky
9. On the Ides of March
10. 300
11. The Nihil Propaganda

## Créditos
- Olaf Thorsen - Guitarra
- Ivan Giannini - Vocalista
- Andrea "Tower" Torricini - Bajo
- Federico Puleri - Guitarra
- Alessio "Tom" Lucatti - Teclados
- Mike Terrana - Batería